# Basquetebol nos Jogos Olímpicos de Verão de 2024 - Masculino
O torneio masculino de basquetebol nos Jogos Olímpicos de Verão de 2024 foi a 21ª edição do evento nos Jogos Olímpicos e realizado entre 27 de julho e de 10 de agosto de 2024, com os jogos da fase preliminar disputados no Stade Pierre-Mauroy, em Lille, enquanto que a fase final foi realizada na Bercy Arena, em Paris.
Os Estados Unidos conquistaram a décima sétima medalha de ouro geral e a quinta consecutiva, depois de derrotar a França por 98–87, repetindo a final do basquetebol nos Jogos Olímpicos de Verão de 2020. A Sérvia conquistou o bronze com uma vitória por 93–83 sobre a Alemanha, conquistando sua segunda medalha e primeiro bronze no basquete masculino como nação independente.

## Medalhistas
|  | USA Estados Unidos |  | FRA França |  | SRB Sérvia |
|  | Stephen Curry Anthony Edwards LeBron James Kevin Durant Derrick White Tyrese Haliburton Jayson Tatum Joel Embiid Jrue Holiday Bam Adebayo Anthony Davis Devin Booker |  | Frank Ntilikina Nicolas Batum Andrew Albicy Guerschon Yabusele Isaïa Cordinier Evan Fournier Nando de Colo Mathias Lessort Rudy Gobert Victor Wembanyama Matthew Strazel Bilal Coulibaly |  | Uroš Plavšić Filip Petrušev Nikola Jović Bogdan Bogdanović Vanja Marinković Ognjen Dobrić Nikola Jokić Vasilije Micić Marko Gudurić Dejan Davidovac Aleksa Avramović Nikola Milutinov |

## Calendário
| G | Fase de grupos | QF | Quartas de final | SF | Semifinais | B | Disputa pelo bronze | F | Final |

| DataEvento | Sáb 27 | Dom 28 | Seg 29 | Ter 30 | Qua 31 | Qui 1 | Sex 2 | Sáb 3 | Dom 4 | Seg 5 | Ter 6 | Qua 7 | Qui 8 | Sex 9 | Sáb 10 | Sáb 10 | Dom 11 |
| ---------- | ------ | ------ | ------ | ------ | ------ | ----- | ----- | ----- | ----- | ----- | ----- | ----- | ----- | ----- | ------ | ------ | ------ |
| Masculino  | G      | G      |        | G      | G      |       | G     | G     |       |       | QF    |       | SF    |       | F      | B      |        |

## Qualificação
| Método                       | Método                       | Data                                  | Local                  | Vagas | Classificados  |
| ---------------------------- | ---------------------------- | ------------------------------------- | ---------------------- | ----- | -------------- |
| País-sede                    | País-sede                    | —                                     | —                      | 1     | França         |
| Copa do Mundo de 2023        | África                       | 25 de agosto – 10 de setembro de 2023 | Jacarta Okinawa Manila | 1     | Sudão do Sul   |
| Copa do Mundo de 2023        | Américas                     | 25 de agosto – 10 de setembro de 2023 | Jacarta Okinawa Manila | 2     | Canadá         |
| Copa do Mundo de 2023        | Américas                     | 25 de agosto – 10 de setembro de 2023 | Jacarta Okinawa Manila | 2     | Estados Unidos |
| Copa do Mundo de 2023        | Ásia                         | 25 de agosto – 10 de setembro de 2023 | Jacarta Okinawa Manila | 1     | Japão          |
| Copa do Mundo de 2023        | Europa                       | 25 de agosto – 10 de setembro de 2023 | Jacarta Okinawa Manila | 2     | Alemanha       |
| Copa do Mundo de 2023        | Europa                       | 25 de agosto – 10 de setembro de 2023 | Jacarta Okinawa Manila | 2     | Sérvia         |
| Copa do Mundo de 2023        | Oceania                      | 25 de agosto – 10 de setembro de 2023 | Jacarta Okinawa Manila | 1     | Austrália      |
| Pré-Olímpico Mundial de 2024 | Pré-Olímpico Mundial de 2024 | 2–7 de julho de 2024                  | Valência               | 1     | Espanha        |
| Pré-Olímpico Mundial de 2024 | Pré-Olímpico Mundial de 2024 | 2–7 de julho de 2024                  | Riga                   | 1     | Brasil         |
| Pré-Olímpico Mundial de 2024 | Pré-Olímpico Mundial de 2024 | 2–7 de julho de 2024                  | Pireu                  | 1     | Grécia         |
| Pré-Olímpico Mundial de 2024 | Pré-Olímpico Mundial de 2024 | 2–7 de julho de 2024                  | San Juan               | 1     | Porto Rico     |
| Total                        | Total                        | Total                                 | Total                  | 12    |                |

## Formato
As doze equipes participantes foram divididas em três grupos de quatro equipes. As duas primeiras colocadas avançam para as quartas de final, assim como as duas melhores terceiros colocadas. Após a fase preliminar, as equipes classificadas foram agrupadas de acordo com seus resultados (as quatro melhores e as quatro piores) e um sorteio determinou os confrontos das quartas de final. A partir daí, foi seguido o sistema eliminatório até a definição das medalhas.

## Sorteio
O sorteio para composição dos grupos foi realizado em 19 de março de 2024.
As 12 equipes foram divididas em quatro potes de três equipes com base no Ranking Mundial da FIBA. Os três grupos foram formados sorteando uma equipe de cada pote. Duas equipes do mesmo continente não poderiam ser colocadas no mesmo grupo, com exceção das seleções europeias, onde até duas equipes poderiam estar no mesmo grupo.
Para fins de transmissão, os atuais campeões, os Estados Unidos, e a anfitriã França, foram sorteados para o Grupo B ou C.
Potes
| Pote 1                           | Pote 2                    | Pote 3                 | Pote 4                      |
| -------------------------------- | ------------------------- | ---------------------- | --------------------------- |
| Estados Unidos · TQO1 · Alemanha | Sérvia · Austrália · TQO2 | Canadá · França · TQO3 | TQO4 · Japão · Sudão do Sul |

## Árbitros
Os seguintes 30 árbitros foram selecionados para o torneio.
- ARG Juan Fernández
- AUS James Boyer
- BIH Ademir Zurapović
- CAN Matthew Kallio
- CAN Maripier Malo
- CRO Martin Vulić
- DEN Maj Forsberg
- ECU Carlos Peralta
- ESP Luis Castillo
- ESP Ariadna Chueca
- ESP Antonio Conde
- FRA Yohan Rosso
- HUN Péter Praksch
- JPN Takaki Kato
- KAZ Yevgeniy Mikheyev
- LAT Mārtiņš Kozlovskis
- LAT Gatis Saliņš
- LBN Rabah Noujaim
- MAD Yann Davidson
- MEX Omar Bermúdez
- NOR Viola Györgyi
- PAN Julio Anaya
- POL Wojciech Liszka
- PUR Johnny Batista
- PUR Roberto Vázquez
- SLO Boris Krejić
- URU Andrés Bartel
- USA Amy Bonner
- USA Blanca Burns
- USA Jenna Reneau

## Fase de grupos

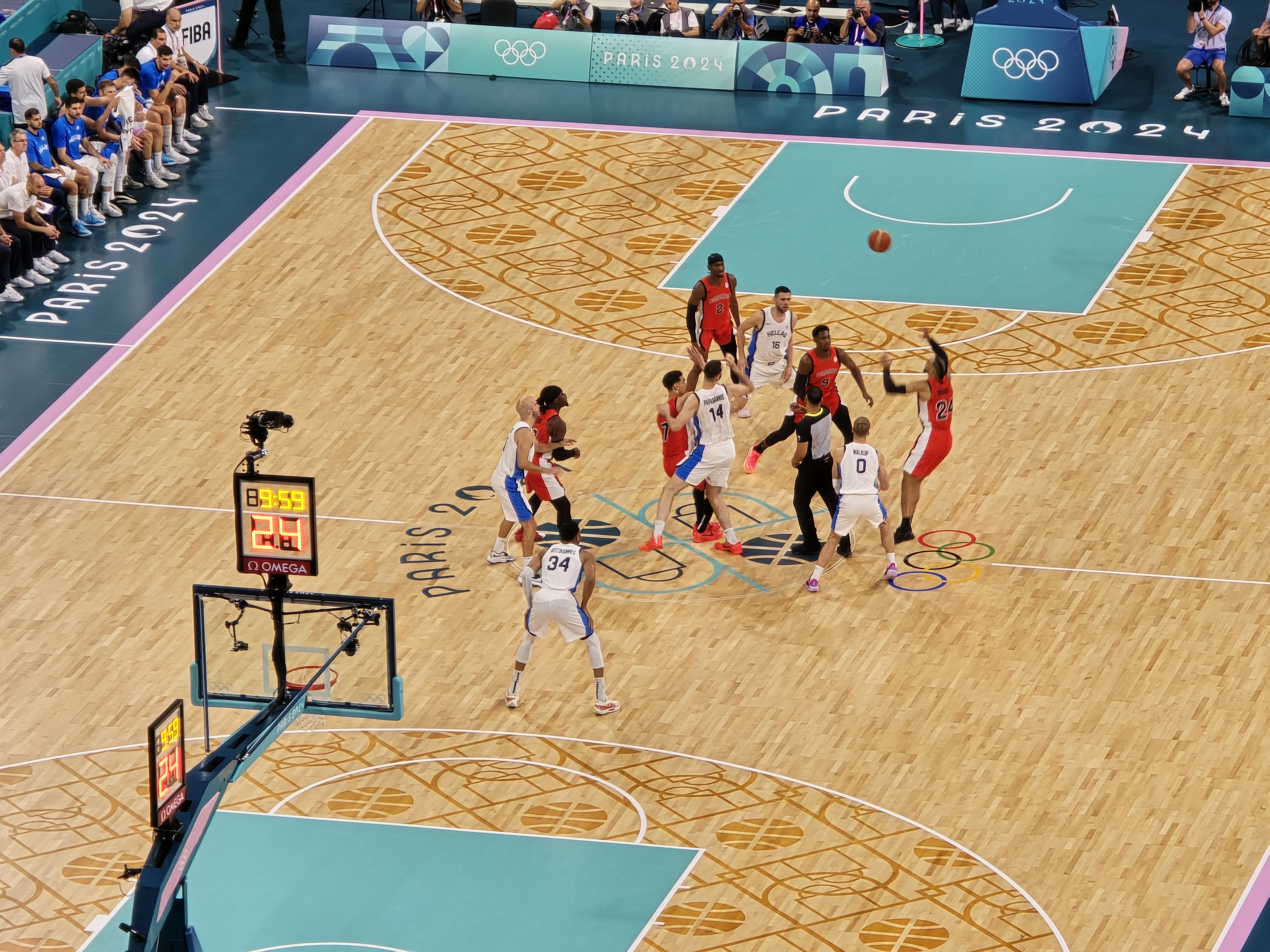
Disputa entre Grécia e Canadá pelo grupo A

Na primeira fase as seleções foram divididas em três grupos de quatro equipes, disputados em formato todos-contra-todos. Os dois primeiros de cada grupo e e os dois melhores terceiros colocados se classificam às quartas de final.
|  | Equipes classificadas às quartas de final              |
|  | Equipes classificadas como melhores terceiro colocadas |

Todas as partidas seguem o fuso horário local (UTC+2).

### Grupo A
| Pos. | Equipe    | J | V | D | PF  | PC  | Dif | Pts |
| ---- | --------- | - | - | - | --- | --- | --- | --- |
| 1    | Canadá    | 3 | 3 | 0 | 267 | 247 | +20 | 6   |
| 2    | Austrália | 3 | 1 | 2 | 246 | 250 | –4  | 4†  |
| 3    | Grécia    | 3 | 1 | 2 | 233 | 241 | –8  | 4†  |
| 4    | Espanha   | 3 | 1 | 2 | 249 | 257 | –8  | 4†  |

Regras para classificação: 1) Pontos; 2) Confronto direto; 3) Diferença de pontos; 4) Pontos marcados.
†Austrália 3 Pts, +6 PD; Grécia 3 Pts, −1 PD; Espanha 3 Pts, −5 PD.
| 27 de julho de 2024 11:00 | Relatório | Austrália                                      | 92–80 | Espanha                                     |  | Stade Pierre-Mauroy, Lille Público: 26 991 Árbitros: LAT Gatis Saliņš MEX Omar Bermúdez ARG Juan Fernández |  |
| 27 de julho de 2024 11:00 | Relatório | Placar por quarto: 31–21, 18–21, 20–18, 23–20  |       |                                             |  | Stade Pierre-Mauroy, Lille Público: 26 991 Árbitros: LAT Gatis Saliņš MEX Omar Bermúdez ARG Juan Fernández |  |
| 27 de julho de 2024 11:00 | Relatório | Pts: Landale 20 Rbts: Landale 9 Asts: Giddey 8 |       | Pts: Aldama 27 Rbts: Garuba 7 Asts: Brown 7 |  | Stade Pierre-Mauroy, Lille Público: 26 991 Árbitros: LAT Gatis Saliņš MEX Omar Bermúdez ARG Juan Fernández |  |

| 27 de julho de 2024 21:00 | Relatório | Grécia                                                  | 79–86 | Canadá                                                    |  | Stade Pierre-Mauroy, Lille Público: 26 421 Árbitros: PUR Roberto Vázquez PUR Johnny Batista POL Wojciech Liszka |  |
| 27 de julho de 2024 21:00 | Relatório | Placar por quarto: 22–26, 16–22, 22–20, 19–18           |       |                                                           |  | Stade Pierre-Mauroy, Lille Público: 26 421 Árbitros: PUR Roberto Vázquez PUR Johnny Batista POL Wojciech Liszka |  |
| 27 de julho de 2024 21:00 | Relatório | Pts: Antetokounmpo 34 Rbts: Mitoglou 8 Asts: Calathes 7 |       | Pts: Barrett 23 Rbts: Olynyk 6 Asts: Gilgeous-Alexander 7 |  | Stade Pierre-Mauroy, Lille Público: 26 421 Árbitros: PUR Roberto Vázquez PUR Johnny Batista POL Wojciech Liszka |  |

| 30 de julho de 2024 11:00 | Relatório | Espanha                                       | 84–77 | Grécia                                                        |  | Stade Pierre-Mauroy, Lille Público: 26 980 Árbitros: BIH Ademir Zurapović LAT Mārtiņš Kozlovskis PAN Julio Anaya |  |
| 30 de julho de 2024 11:00 | Relatório | Placar por quarto: 21–22, 28–13, 13–21, 22–21 |       |                                                               |  | Stade Pierre-Mauroy, Lille Público: 26 980 Árbitros: BIH Ademir Zurapović LAT Mārtiņš Kozlovskis PAN Julio Anaya |  |
| 30 de julho de 2024 11:00 | Relatório | Pts: Aldama 19 Rbts: Aldama 12 Asts: Brown 10 |       | Pts: Antetokounmpo 27 Rbts: Antetokounmpo 11 Asts: Calathes 7 |  | Stade Pierre-Mauroy, Lille Público: 26 980 Árbitros: BIH Ademir Zurapović LAT Mārtiņš Kozlovskis PAN Julio Anaya |  |

| 30 de julho de 2024 21:00 | Relatório | Canadá                                                 | 93–83 | Austrália                                      |  | Stade Pierre-Mauroy, Lille Público: 26 980 Árbitros: FRA Yohan Rosso PUR Johnny Batista JPN Takaki Kato |  |
| 30 de julho de 2024 21:00 | Relatório | Placar por quarto: 26–28, 19–21, 27–21, 21–13          |       |                                                |  | Stade Pierre-Mauroy, Lille Público: 26 980 Árbitros: FRA Yohan Rosso PUR Johnny Batista JPN Takaki Kato |  |
| 30 de julho de 2024 21:00 | Relatório | Pts: Barrett 24 Rbts: Powell 9 Asts: Barrett, Murray 5 |       | Pts: Giddey 19 Rbts: Landale 12 Asts: Giddey 6 |  | Stade Pierre-Mauroy, Lille Público: 26 980 Árbitros: FRA Yohan Rosso PUR Johnny Batista JPN Takaki Kato |  |

| 2 de agosto de 2024 13:30 | Relatório | Austrália                                       | 71–77 | Grécia                                                                              |  | Stade Pierre-Mauroy, Lille Público: 26 850 Árbitros: PUR Roberto Vázquez LAT Mārtiņš Kozlovskis PUR Johnny Batista |  |
| 2 de agosto de 2024 13:30 | Relatório | Placar por quarto: 24–25, 12–28, 14–9, 21–15    |       |                                                                                     |  | Stade Pierre-Mauroy, Lille Público: 26 850 Árbitros: PUR Roberto Vázquez LAT Mārtiņš Kozlovskis PUR Johnny Batista |  |
| 2 de agosto de 2024 13:30 | Relatório | Pts: Landale 17 Rbts: Giddey 11 Asts: Daniels 8 |       | Pts: Antetokounmpo 20 Rbts: Antetokounmpo, Mitoglou, Papagiannis 7 Asts: Calathes 8 |  | Stade Pierre-Mauroy, Lille Público: 26 850 Árbitros: PUR Roberto Vázquez LAT Mārtiņš Kozlovskis PUR Johnny Batista |  |

| 2 de agosto de 2024 17:15 | Relatório | Canadá                                                           | 88–85 | Espanha                                                       |  | Stade Pierre-Mauroy, Lille Público: 26 133 Árbitros: BIH Ademir Zurapović PAN Julio Anaya LAT Gatis Saliņš |  |
| 2 de agosto de 2024 17:15 | Relatório | Placar por quarto: 19–19, 30–19, 15–18, 24–29                    |       |                                                               |  | Stade Pierre-Mauroy, Lille Público: 26 133 Árbitros: BIH Ademir Zurapović PAN Julio Anaya LAT Gatis Saliņš |  |
| 2 de agosto de 2024 17:15 | Relatório | Pts: Gilgeous-Alexander 20 Rbts: Brooks, Murray 4 Asts: Murray 6 |       | Pts: Brizuela 17 Rbts: Aldama 11 Asts: Aldama, Brown, Llull 4 |  | Stade Pierre-Mauroy, Lille Público: 26 133 Árbitros: BIH Ademir Zurapović PAN Julio Anaya LAT Gatis Saliņš |  |

### Grupo B
| Pos. | Equipe   | J | V | D | PF  | PC  | Dif | Pts |
| ---- | -------- | - | - | - | --- | --- | --- | --- |
| 1    | Alemanha | 3 | 3 | 0 | 268 | 221 | +47 | 6   |
| 2    | França   | 3 | 2 | 1 | 243 | 241 | +2  | 5   |
| 3    | Brasil   | 3 | 1 | 2 | 241 | 248 | –7  | 4   |
| 4    | Japão    | 3 | 0 | 3 | 251 | 293 | –42 | 3   |

Regras para classificação: 1) Pontos; 2) Confronto direto; 3) Diferença de pontos; 4) Pontos marcados.
| 27 de julho de 2024 13:30 | Relatório | Alemanha                                          | 97–77 | Japão                                                 |  | Stade Pierre-Mauroy, Lille Público: 26 991 Árbitros: ESP Antonio Conde SLO Boris Krejić USA Amy Bonner |  |
| 27 de julho de 2024 13:30 | Relatório | Placar por quarto: 28–21, 24–23, 22–17, 23–16     |       |                                                       |  | Stade Pierre-Mauroy, Lille Público: 26 991 Árbitros: ESP Antonio Conde SLO Boris Krejić USA Amy Bonner |  |
| 27 de julho de 2024 13:30 | Relatório | Pts: F. Wagner 22 Rbts: Theis 7 Asts: Schröder 12 |       | Pts: Hachimura 20 Rbts: Hawkinson 11 Asts: Kawamura 7 |  | Stade Pierre-Mauroy, Lille Público: 26 991 Árbitros: ESP Antonio Conde SLO Boris Krejić USA Amy Bonner |  |

| 27 de julho de 2024 17:15 | Relatório | França                                                      | 78–66 | Brasil                                                     |  | Stade Pierre-Mauroy, Lille Público: 26 766 Árbitros: CAN Matthew Kallio ESP Luis Castillo ECU Carlos Peralta |  |
| 27 de julho de 2024 17:15 | Relatório | Placar por quarto: 15–23, 24–13, 18–9, 21–21                |       |                                                            |  | Stade Pierre-Mauroy, Lille Público: 26 766 Árbitros: CAN Matthew Kallio ESP Luis Castillo ECU Carlos Peralta |  |
| 27 de julho de 2024 17:15 | Relatório | Pts: Batum, Wembanyama 19 Rbts: Wembanyama 9 Asts: Albicy 4 |       | Pts: Felício, Meindl 14 Rbts: Felício 6 Asts: Dos Santos 6 |  | Stade Pierre-Mauroy, Lille Público: 26 766 Árbitros: CAN Matthew Kallio ESP Luis Castillo ECU Carlos Peralta |  |

| 30 de julho de 2024 17:15 | Relatório | Japão                                                         | 90–94 | França                                                          | OT | Stade Pierre-Mauroy, Lille Público: 26 900 Árbitros: CAN Matthew Kallio POL Wojciech Liszka USA Blanca Burns |  |
| 30 de julho de 2024 17:15 | Relatório | Placar por quarto: 25–32, 19–17, 20–20, 20–15, OT: 6–10       |       |                                                                 | OT | Stade Pierre-Mauroy, Lille Público: 26 900 Árbitros: CAN Matthew Kallio POL Wojciech Liszka USA Blanca Burns |  |
| 30 de julho de 2024 17:15 | Relatório | Pts: Kawamura 29 Rbts: Hawkinson, Watanabe 8 Asts: Kawamura 6 |       | Pts: Wembanyama 18 Rbts: Gobert 15 Asts: Fournier, Wembanyama 6 | OT | Stade Pierre-Mauroy, Lille Público: 26 900 Árbitros: CAN Matthew Kallio POL Wojciech Liszka USA Blanca Burns |  |

| 30 de julho de 2024 21:00 | Relatório | Brasil                                               | 73–86 | Alemanha                                            |  | Stade Pierre-Mauroy, Lille Público: 23 884 Árbitros: ESP Antonio Conde MEX Omar Bermúdez LAT Gatis Saliņš |  |
| 30 de julho de 2024 21:00 | Relatório | Placar por quarto: 10–22, 30–18, 11–20, 22–26        |       |                                                     |  | Stade Pierre-Mauroy, Lille Público: 23 884 Árbitros: ESP Antonio Conde MEX Omar Bermúdez LAT Gatis Saliņš |  |
| 30 de julho de 2024 21:00 | Relatório | Pts: Dos Santos 18 Rbts: Meindl 6 Asts: Dos Santos 8 |       | Pts: Schröder 20 Rbts: Voigtmann 8 Asts: Schröder 6 |  | Stade Pierre-Mauroy, Lille Público: 23 884 Árbitros: ESP Antonio Conde MEX Omar Bermúdez LAT Gatis Saliņš |  |

| 2 de agosto de 2024 11:00 | Relatório | Japão                                                  | 84–102 | Brasil                                           |  | Stade Pierre-Mauroy, Lille Público: 26 850 Árbitros: CAN Matthew Kallio SLO Boris Krejić POL Wojciech Liszka |  |
| 2 de agosto de 2024 11:00 | Relatório | Placar por quarto: 20–31, 24–24, 29–22, 11–25          |        |                                                  |  | Stade Pierre-Mauroy, Lille Público: 26 850 Árbitros: CAN Matthew Kallio SLO Boris Krejić POL Wojciech Liszka |  |
| 2 de agosto de 2024 11:00 | Relatório | Pts: Hawkinson 26 Rbts: Hawkinson 10 Asts: Kawamura 10 |        | Pts: Caboclo 33 Rbts: Caboclo 17 Asts: Huertas 8 |  | Stade Pierre-Mauroy, Lille Público: 26 850 Árbitros: CAN Matthew Kallio SLO Boris Krejić POL Wojciech Liszka |  |

| 2 de agosto de 2024 21:00 | Relatório | França                                               | 71–85 | Alemanha                                                   |  | Stade Pierre-Mauroy, Lille Público: 26 860 Árbitros: ESP Antonio Conde ARG Juan Fernández URU Andrés Bartel |  |
| 2 de agosto de 2024 21:00 | Relatório | Placar por quarto: 18–24, 9–24, 19–21, 25–16         |       |                                                            |  | Stade Pierre-Mauroy, Lille Público: 26 860 Árbitros: ESP Antonio Conde ARG Juan Fernández URU Andrés Bartel |  |
| 2 de agosto de 2024 21:00 | Relatório | Pts: Wembanyama 14 Rbts: Wembanyama 12 Asts: Batum 3 |       | Pts: Schröder, F. Wagner 26 Rbts: Theis 8 Asts: Schröder 9 |  | Stade Pierre-Mauroy, Lille Público: 26 860 Árbitros: ESP Antonio Conde ARG Juan Fernández URU Andrés Bartel |  |

### Grupo C
| Pos. | Equipe         | J | V | D | PF  | PC  | Dif | Pts |
| ---- | -------------- | - | - | - | --- | --- | --- | --- |
| 1    | Estados Unidos | 3 | 3 | 0 | 317 | 253 | +64 | 6   |
| 2    | Sérvia         | 3 | 2 | 1 | 287 | 261 | +26 | 5   |
| 3    | Sudão do Sul   | 3 | 1 | 2 | 261 | 278 | –17 | 4   |
| 4    | Porto Rico     | 3 | 0 | 3 | 228 | 301 | –73 | 3   |

Regras para classificação: 1) Pontos; 2) Confronto direto; 3) Diferença de pontos; 4) Pontos marcados.
| 28 de julho de 2024 11:00 | Relatório | Sudão do Sul                                  | 90–79 | Porto Rico                                                |  | Stade Pierre-Mauroy, Lille Público: 27 021 Árbitros: BIH Ademir Zurapović JPN Takaki Kato CRO Martin Vulić |  |
| 28 de julho de 2024 11:00 | Relatório | Placar por quarto: 20–28, 28–26, 23–15, 19–10 |       |                                                           |  | Stade Pierre-Mauroy, Lille Público: 27 021 Árbitros: BIH Ademir Zurapović JPN Takaki Kato CRO Martin Vulić |  |
| 28 de julho de 2024 11:00 | Relatório | Pts: Jones 19 Rbts: Gabriel 9 Asts: Jones 6   |       | Pts: Alvarado 26 Rbts: Conditt, Romero 6 Asts: Alvarado 5 |  | Stade Pierre-Mauroy, Lille Público: 27 021 Árbitros: BIH Ademir Zurapović JPN Takaki Kato CRO Martin Vulić |  |

| 28 de julho de 2024 17:15 | Relatório | Sérvia                                         | 84–110 | Estados Unidos                             |  | Stade Pierre-Mauroy, Lille Público: 27 328 Árbitros: FRA Yohan Rosso PAN Julio Anaya LAT Mārtiņš Kozlovskis |  |
| 28 de julho de 2024 17:15 | Relatório | Placar por quarto: 20–25, 29–33, 16–26, 19–26  |        |                                            |  | Stade Pierre-Mauroy, Lille Público: 27 328 Árbitros: FRA Yohan Rosso PAN Julio Anaya LAT Mārtiņš Kozlovskis |  |
| 28 de julho de 2024 17:15 | Relatório | Pts: Jokić 20 Rbts: Bogdanović 6 Asts: Jokić 8 |        | Pts: Durant 23 Rbts: Davis 8 Asts: James 9 |  | Stade Pierre-Mauroy, Lille Público: 27 328 Árbitros: FRA Yohan Rosso PAN Julio Anaya LAT Mārtiņš Kozlovskis |  |

| 31 de julho de 2024 17:15 | Relatório | Porto Rico                                         | 66–107 | Sérvia                                        |  | Stade Pierre-Mauroy, Lille Público: 17 882 Árbitros: PAN Julio Anaya ARG Juan Fernández SLO Boris Krejić |  |
| 31 de julho de 2024 17:15 | Relatório | Placar por quarto: 12–24, 23–28, 16–27, 15–28      |        |                                               |  | Stade Pierre-Mauroy, Lille Público: 17 882 Árbitros: PAN Julio Anaya ARG Juan Fernández SLO Boris Krejić |  |
| 31 de julho de 2024 17:15 | Relatório | Pts: Ortiz 19 Rbts: Ortiz 6 Asts: Howard, Waters 3 |        | Pts: Petrušev 15 Rbts: Jokić 15 Asts: Jokić 9 |  | Stade Pierre-Mauroy, Lille Público: 17 882 Árbitros: PAN Julio Anaya ARG Juan Fernández SLO Boris Krejić |  |

| 31 de julho de 2024 21:00 | Relatório | Estados Unidos                                               | 103–86 | Sudão do Sul                                |  | Stade Pierre-Mauroy, Lille Público: 27 056 Árbitros: ESP Antonio Conde LAT Mārtiņš Kozlovskis JPN Takaki Kato |  |
| 31 de julho de 2024 21:00 | Relatório | Placar por quarto: 26–14, 29–22, 18–21, 30–29                |        |                                             |  | Stade Pierre-Mauroy, Lille Público: 27 056 Árbitros: ESP Antonio Conde LAT Mārtiņš Kozlovskis JPN Takaki Kato |  |
| 31 de julho de 2024 21:00 | Relatório | Pts: Adebayo 18 Rbts: Adebayo, Davis, James 7 Asts: Booker 6 |        | Pts: Omot 24 Rbts: Gabriel 10 Asts: Jones 7 |  | Stade Pierre-Mauroy, Lille Público: 27 056 Árbitros: ESP Antonio Conde LAT Mārtiņš Kozlovskis JPN Takaki Kato |  |

| 3 de agosto de 2024 17:15 | Relatório | Porto Rico                                       | 83–104 | Estados Unidos                               |  | Stade Pierre-Mauroy, Lille Público: 27 244 Árbitros: PAN Julio Anaya LAT Gatis Saliņš CRO Martin Vulić |  |
| 3 de agosto de 2024 17:15 | Relatório | Placar por quarto: 29–25, 16–39, 14–23, 24–17    |        |                                              |  | Stade Pierre-Mauroy, Lille Público: 27 244 Árbitros: PAN Julio Anaya LAT Gatis Saliņš CRO Martin Vulić |  |
| 3 de agosto de 2024 17:15 | Relatório | Pts: Alvarado 18 Rbts: Romero 10 Asts: Conditt 5 |        | Pts: Edwards 26 Rbts: Tatum 10 Asts: James 8 |  | Stade Pierre-Mauroy, Lille Público: 27 244 Árbitros: PAN Julio Anaya LAT Gatis Saliņš CRO Martin Vulić |  |

| 3 de agosto de 2024 21:00 | Relatório | Sérvia                                               | 96–85 | Sudão do Sul                                        |  | Stade Pierre-Mauroy, Lille Público: 20 916 Árbitros: BIH Ademir Zurapović FRA Yohan Rosso ARG Juan Fernández |  |
| 3 de agosto de 2024 21:00 | Relatório | Placar por quarto: 23–22, 24–22, 25–23, 24–18        |       |                                                     |  | Stade Pierre-Mauroy, Lille Público: 20 916 Árbitros: BIH Ademir Zurapović FRA Yohan Rosso ARG Juan Fernández |  |
| 3 de agosto de 2024 21:00 | Relatório | Pts: Bogdanović 30 Rbts: Jokić 13 Asts: Bogdanović 8 |       | Pts: Jones, Shayok 17 Rbts: Gabriel 8 Asts: Jones10 |  | Stade Pierre-Mauroy, Lille Público: 20 916 Árbitros: BIH Ademir Zurapović FRA Yohan Rosso ARG Juan Fernández |  |

### Melhores terceiros colocados
| Pos. | Equipe       | J | V | D | PF  | PC  | Dif | Pts |
| ---- | ------------ | - | - | - | --- | --- | --- | --- |
| 1    | Brasil       | 3 | 1 | 2 | 241 | 248 | –7  | 4   |
| 2    | Grécia       | 3 | 1 | 2 | 233 | 241 | –8  | 4   |
| 3    | Sudão do Sul | 3 | 1 | 2 | 261 | 278 | –17 | 4   |

Regras para classificação: 1) Pontos; 2) Confronto direto; 3) Diferença de pontos; 4) Pontos marcados.

## Fase final
Na fase final, um sorteio após a fase de grupos decidiu os confrontos das quartas de final. As equipes qualificadas foram divididas em dois potes:
- O Pote D compreendeu os dois primeiros colocados da fase de grupos.
- O Pote E compreendeu o primeiro colocado com a pior classificação e o segundo colocado com melhor classificação da fase de grupos.
- O Pote F compreendeu os segundos colocados restantes da fase de grupos.
- O Pote G foi composto pelos dois melhores terceiros colocados.

Regras do sorteio
- As equipes do Pote D foram sorteadas contra uma equipe do Pote G e uma equipe do Pote E contra uma equipe do Pote F.
- Equipes do mesmo grupo não poderiam se enfrentar nas quartas de final.

| Pote D                    | Pote E          | Pote F             | Pote G          |
| ------------------------- | --------------- | ------------------ | --------------- |
| Estados Unidos · Alemanha | Canadá · Sérvia | França · Austrália | Brasil · Grécia |

### Chaveamento
|  | Quartas de final | Quartas de final |                |    | Semifinal           | Semifinal           |  |  | Final | Final |
|  |                  |                  |                |    |                     |                     |  |  |       |       |
|  | 6 de agosto      |                  |                |    |                     |                     |  |  |       |       |
|  |                  |                  |                |    |                     |                     |  |  |       |       |
|  | França           | 82               |                |    |                     |                     |  |  |       |       |
|  | França           | 82               | 8 de agosto    |    |                     |                     |  |  |       |       |
|  | Canadá           | 73               |                |    |                     |                     |  |  |       |       |
|  | Canadá           | 73               | França         | 73 |                     |                     |  |  |       |       |
|  | 6 de agosto      |                  | França         | 73 |                     |                     |  |  |       |       |
|  |                  | Alemanha         | 69             |    |                     |                     |  |  |       |       |
|  | Alemanha         | Alemanha         | 69             | 76 |                     |                     |  |  |       |       |
|  | Alemanha         |                  | 10 de agosto   | 76 |                     |                     |  |  |       |       |
|  | Grécia           | 63               |                |    |                     |                     |  |  |       |       |
|  | Grécia           | 63               | França         | 87 |                     |                     |  |  |       |       |
|  | 6 de agosto      |                  | França         | 87 |                     |                     |  |  |       |       |
|  |                  | Estados Unidos   | 98             |    |                     |                     |  |  |       |       |
|  | Brasil           | Estados Unidos   | 98             | 87 |                     |                     |  |  |       |       |
|  | Brasil           | 8 de agosto      |                | 87 |                     |                     |  |  |       |       |
|  | Estados Unidos   | 122              |                |    |                     |                     |  |  |       |       |
|  | Estados Unidos   | 122              | Estados Unidos | 95 |                     |                     |  |  |       |       |
|  | 6 de agosto      |                  | Estados Unidos | 95 |                     |                     |  |  |       |       |
|  |                  | Sérvia           | 91             |    | Disputa pelo bronze | Disputa pelo bronze |  |  |       |       |
|  | Sérvia (pro)     | Sérvia           | 91             | 95 | Disputa pelo bronze | Disputa pelo bronze |  |  |       |       |
|  | Sérvia (pro)     |                  | 10 de agosto   | 95 |                     |                     |  |  |       |       |
|  | Austrália        | 90               |                |    |                     |                     |  |  |       |       |
|  | Austrália        | 90               | Alemanha       | 83 |                     |                     |  |  |       |       |
|  |                  |                  |                |    |                     |                     |  |  |       |       |
|  | Sérvia           | 93               |                |    |                     |                     |  |  |       |       |
|  | Sérvia           | 93               |                |    |                     |                     |  |  |       |       |

### Quartas de final
| 6 de agosto de 2024 11:00 | Relatório | Alemanha                                      | 76–63 | Grécia                                                           |  | Bercy Arena, Paris Público: 12 288 Árbitros: PUR Roberto Vázquez LAT Mārtiņš Kozlovskis PUR Johnny Batista |  |
| 6 de agosto de 2024 11:00 | Relatório | Placar por quarto: 11–21, 25–15, 23–16, 17–11 |       |                                                                  |  | Bercy Arena, Paris Público: 12 288 Árbitros: PUR Roberto Vázquez LAT Mārtiņš Kozlovskis PUR Johnny Batista |  |
| 6 de agosto de 2024 11:00 | Relatório | Pts: Wagner 18 Rbts: Theis 8 Asts: Schröder 8 |       | Pts: Antetokounmpo 22 Rbts: Papanikolaou 8 Asts: Antetokounmpo 3 |  | Bercy Arena, Paris Público: 12 288 Árbitros: PUR Roberto Vázquez LAT Mārtiņš Kozlovskis PUR Johnny Batista |  |

| 6 de agosto de 2024 14:30 | Relatório | Sérvia                                                  | 95–90 | Austrália                                          | OT | Bercy Arena, Paris Público: 12 317 Árbitros: FRA Yohan Rosso PAN Julio Anaya POL Wojciech Liszka |  |
| 6 de agosto de 2024 14:30 | Relatório | Placar por quarto: 17–31, 25–21, 25–11, 15–17, OT: 13–8 |       |                                                    | OT | Bercy Arena, Paris Público: 12 317 Árbitros: FRA Yohan Rosso PAN Julio Anaya POL Wojciech Liszka |  |
| 6 de agosto de 2024 14:30 | Relatório | Pts: Jokić 21 Rbts: Jokić 14 Asts: Jokić 8              |       | Pts: Mills 26 Rbts: Landale, Magnay 6 Asts: Exum 5 | OT | Bercy Arena, Paris Público: 12 317 Árbitros: FRA Yohan Rosso PAN Julio Anaya POL Wojciech Liszka |  |

| 6 de agosto de 2024 18:00 | Relatório | França                                                  | 82–73 | Canadá                                                               |  | Bercy Arena, Paris Público: 12 258 Árbitros: BIH Ademir Zurapović MEX Omar Bermúdez LAT Gatis Saliņš |  |
| 6 de agosto de 2024 18:00 | Relatório | Placar por quarto: 23–10, 22–19, 16–21, 21–23           |       |                                                                      |  | Bercy Arena, Paris Público: 12 258 Árbitros: BIH Ademir Zurapović MEX Omar Bermúdez LAT Gatis Saliņš |  |
| 6 de agosto de 2024 18:00 | Relatório | Pts: Yabusele 22 Rbts: Wembanyama 12 Asts: Wembanyama 5 |       | Pts: Gilgeous-Alexander 27 Rbts: Powell 9 Asts: Gilgeous-Alexander 4 |  | Bercy Arena, Paris Público: 12 258 Árbitros: BIH Ademir Zurapović MEX Omar Bermúdez LAT Gatis Saliņš |  |

| 6 de agosto de 2024 21:30 | Relatório | Brasil                                           | 87–122 | Estados Unidos                             |  | Bercy Arena, Paris Público: 12 364 Árbitros: ESP Antonio Conde SLO Boris Krejić ESP Luis Castillo |  |
| 6 de agosto de 2024 21:30 | Relatório | Placar por quarto: 21–33, 15–30, 35–31, 16–28    |        |                                            |  | Bercy Arena, Paris Público: 12 364 Árbitros: ESP Antonio Conde SLO Boris Krejić ESP Luis Castillo |  |
| 6 de agosto de 2024 21:30 | Relatório | Pts: Caboclo 30 Rbts: Georginho 8 Asts: Meindl 7 |        | Pts: Booker 18 Rbts: Davis 8 Asts: James 9 |  | Bercy Arena, Paris Público: 12 364 Árbitros: ESP Antonio Conde SLO Boris Krejić ESP Luis Castillo |  |

### Semifinal
| 8 de agosto de 2024 17:30 | Relatório | França                                                                      | 73–69 | Alemanha                                      |  | Bercy Arena, Paris Público: 12 454 Árbitros: ESP Antonio Conde SLO Boris Krejić POL Wojciech Liszka |  |
| 8 de agosto de 2024 17:30 | Relatório | Placar por quarto: 18–25, 15–8, 23–17, 17–19                                |       |                                               |  | Bercy Arena, Paris Público: 12 454 Árbitros: ESP Antonio Conde SLO Boris Krejić POL Wojciech Liszka |  |
| 8 de agosto de 2024 17:30 | Relatório | Pts: Yabusele 17 Rbts: Cordinier, Yabusele, Wembanyama 7 Asts: Wembanyama 4 |       | Pts: Schröder 18 Rbts: Theis 11 Asts: Theis 6 |  | Bercy Arena, Paris Público: 12 454 Árbitros: ESP Antonio Conde SLO Boris Krejić POL Wojciech Liszka |  |

| 8 de agosto de 2024 21:00 | Relatório | Estados Unidos                                | 95–91 | Sérvia                                                               |  | Bercy Arena, Paris Público: 12 213 Árbitros: BIH Ademir Zurapović PAN Julio Anaya LAT Mārtiņš Kozlovskis |  |
| 8 de agosto de 2024 21:00 | Relatório | Placar por quarto: 23–31, 20–23, 20–22, 32–15 |       |                                                                      |  | Bercy Arena, Paris Público: 12 213 Árbitros: BIH Ademir Zurapović PAN Julio Anaya LAT Mārtiņš Kozlovskis |  |
| 8 de agosto de 2024 21:00 | Relatório | Pts: Curry 36 Rbts: James 12 Asts: James 10   |       | Pts: Bogdanović 20 Rbts: Jokić, Milutinov, Petrušev 5 Asts: Jokić 11 |  | Bercy Arena, Paris Público: 12 213 Árbitros: BIH Ademir Zurapović PAN Julio Anaya LAT Mārtiņš Kozlovskis |  |

### Disputa pelo bronze
| 10 de agosto de 2024 11:30 | Relatório | Alemanha                                                          | 83–93 | Sérvia                                           |  | Bercy Arena, Paris Público: 12 406 Árbitros: CAN Matthew Kallio FRA Yohan Rosso PUR Johnny Batista |  |
| 10 de agosto de 2024 11:30 | Relatório | Placar por quarto: 21–30, 17–16, 25–26, 20–21                     |       |                                                  |  | Bercy Arena, Paris Público: 12 406 Árbitros: CAN Matthew Kallio FRA Yohan Rosso PUR Johnny Batista |  |
| 10 de agosto de 2024 11:30 | Relatório | Pts: F. Wagner 18 Rbts: F. Wagner 9 Asts: Schröder, Weiler-Babb 6 |       | Pts: Jokić, Micić 19 Rbts: Jokić12 Asts: Jokić11 |  | Bercy Arena, Paris Público: 12 406 Árbitros: CAN Matthew Kallio FRA Yohan Rosso PUR Johnny Batista |  |

### Final
| 10 de agosto de 2024 21:30 | Relatório | França                                         | 87–98 | Estados Unidos                              |  | Bercy Arena, Paris Público: 12 121 Árbitros: ESP Antonio Conde PAN Julio Anaya POL Wojciech Liszka |  |
| 10 de agosto de 2024 21:30 | Relatório | Placar por quarto: 15–20, 26–29, 25–23, 21–26  |       |                                             |  | Bercy Arena, Paris Público: 12 121 Árbitros: ESP Antonio Conde PAN Julio Anaya POL Wojciech Liszka |  |
| 10 de agosto de 2024 21:30 | Relatório | Pts: Wembanyama 26 Rbts: Batum 8 Asts: Batum 4 |       | Pts: Curry 24 Rbts: Davis 10 Asts: James 10 |  | Bercy Arena, Paris Público: 12 121 Árbitros: ESP Antonio Conde PAN Julio Anaya POL Wojciech Liszka |  |

## Classificação final
| Pos.              | Seleção        |
| ----------------- | -------------- |
| Medalha de ouro   | Estados Unidos |
| Medalha de prata  | França         |
| Medalha de bronze | Sérvia         |
| 4                 | Alemanha       |
| 5                 | Canadá         |
| 6                 | Austrália      |
| 7                 | Brasil         |
| 8                 | Grécia         |
| 9                 | Sudão do Sul   |
| 10                | Espanha        |
| 11                | Japão          |
| 12                | Porto Rico     |

## Seleção do torneio
Os prêmios foram anunciados pela FIBA em 10 de agosto de 2024, após a conclusão do torneio.
| Seleção de Estrelas FIBA                  | Seleção de Estrelas FIBA                              | Seleção de Estrelas FIBA                              |
| Armadores                                 | Alas                                                  | Pivôs                                                 |
| ----------------------------------------- | ----------------------------------------------------- | ----------------------------------------------------- |
| Stephen Curry Dennis Schröder             | LeBron James                                          | Nikola Jokić Victor Wembanyama                        |
| Segunda Seleção FIBA                      |                                                       |                                                       |
| Armadores                                 | Alas                                                  | Alas                                                  |
| Bogdan Bogdanović Shai Gilgeous-Alexander | Giannis Antetokounmpo Franz Wagner Guerschon Yabusele | Giannis Antetokounmpo Franz Wagner Guerschon Yabusele |
| MVP: LeBron James                         |                                                       |                                                       |
| Revelação: Victor Wembanyama              |                                                       |                                                       |

## Estatísticas

### Jogadores
| Jogadores               | PPG  |
| ----------------------- | ---- |
| Giannis Antetokounmpo   | 25.8 |
| Shai Gilgeous-Alexander | 21.0 |
| Yuki Kawamura           | 20.3 |
| RJ Barrett              | 19.8 |
| Nikola Jokić            | 18.8 |

| Jogadores         | RPG  |
| ----------------- | ---- |
| Nikola Jokić      | 10.7 |
| Josh Hawkinson    | 9.7  |
| Victor Wembanyama | 9.7  |
| Santi Aldama      | 9.3  |
| Wenyen Gabriel    | 9.0  |

| Jogadores       | APG |
| --------------- | --- |
| Nikola Jokić    | 8.7 |
| LeBron James    | 8.5 |
| Yuki Kawamura   | 7.7 |
| Carlik Jones    | 7.7 |
| Dennis Schröder | 7.5 |

| Jogadores         | BPG |
| ----------------- | --- |
| Wenyen Gabriel    | 2.0 |
| Santi Aldama      | 1.7 |
| Yuta Watanabe     | 1.7 |
| Victor Wembanyama | 1.7 |
| Anthony Davis     | 1.5 |

| Jogadores         | SPG |
| ----------------- | --- |
| Franz Wagner      | 2.0 |
| Victor Wembanyama | 2.0 |
| Nuni Omot         | 2.0 |
| Nikola Jokić      | 2.0 |
| Bul Kuol          | 1.7 |
| Aleksa Avramović  | 1.7 |

| Jogadores             | EFFPG |
| --------------------- | ----- |
| Nikola Jokić          | 31    |
| Giannis Antetokounmpo | 26.5  |
| Josh Hawkinson        | 24.7  |
| LeBron James          | 23.5  |
| Santi Aldama          | 22.7  |

Fonte: FIBA

### Seleções
| Equipe         | PPG   |
| -------------- | ----- |
| Estados Unidos | 105.3 |
| Sérvia         | 94.3  |
| Sudão do Sul   | 87.0  |
| Canadá         | 85.0  |
| Austrália      | 84.0  |

| Equipe         | RPG  |
| -------------- | ---- |
| Sudão do Sul   | 42.7 |
| Austrália      | 40.3 |
| Estados Unidos | 39.8 |
| Sérvia         | 38.8 |
| Japão          | 38.0 |

| Equipe         | APG  |
| -------------- | ---- |
| Estados Unidos | 28.0 |
| Sérvia         | 24.2 |
| Espanha        | 21.3 |
| Brasil         | 20.8 |
| Austrália      | 19.8 |
| França         | 19.8 |

| Equipe         | BPG |
| -------------- | --- |
| Estados Unidos | 5.2 |
| França         | 4.8 |
| Japão          | 4.3 |
| Sudão do Sul   | 3.3 |
| Espanha        | 3.3 |

| Equipe         | SPG |
| -------------- | --- |
| Sudão do Sul   | 9.3 |
| Estados Unidos | 9.3 |
| Sérvia         | 8.7 |
| Porto Rico     | 8.7 |
| Brasil         | 8.0 |

| Equipe         | EFFPG |
| -------------- | ----- |
| Estados Unidos | 137.8 |
| Sérvia         | 114.5 |
| Alemanha       | 97.7  |
| Sudão do Sul   | 97.0  |
| França         | 92.7  |

Fonte: FIBA